# Les Chèvres !
Pour les articles homonymes, voir Chèvre (homonymie).
Pour plus de détails, voir Fiche technique et Distribution.
Les Chèvres ! est un film de procès comique français réalisé par Fred Cavayé, sorti en 2024,.
Le film se déroule au début du XVIIe siècle, alors que les animaux peuvent être jugés comme les humains. Maître Pompignac, issu de Clermont-Ferrand, est la risée du barreau parisien. Il pense avoir trouvé l’affaire de sa vie en défendant Josette, une jeune et innocente fille, accusée à tort du meurtre d’un maréchal de France. Mais il ne se doute pas que sa cliente est en réalité une chèvre sans compter sur son adversaire, le redoutable et réputé Maître Valvert qui va lui mettre des bâtons dans les roues.

## Synopsis
À Paris, en l'an 1691, Jean, un homme âgé, raconte aux spectateurs l'histoire d'un procès auquel il assista 40 ans plus tôt en compagnie de son oncle, maître Pompignac, originaire de Clermont-Ferrand. Lorsque que ce dernier perd un énième procès à Paris et se fait ridiculiser en public par son redoutable adversaire, maître Valvert, il décide de tout abandonner mais il fait alors la rencontre de Camille Forgeron. Cette dernière lui demande de défendre Josette, qui est accusée d'avoir tué Grégoire Hubert de Colombe, un maréchal de France. L'avocat accepte sans savoir qu'il s'agit en réalité d'une chèvre qu'on retrouva un matin le long d'une rivière à côté du corps sans vie à moitié immergé dans le courant avec une blessure profonde dans la fesse.
Pompignac, Jean et Camille partent pour la Savoie où a lieu le procès et où l'avocat de la défense découvre avec stupeur qu’il s’agit d’un animal et que Valvert assiste aussi au procès. Pompignac demande à repousser le procès selon lui « pour réviser sa méthode ».
Après de longues plaidoiries ainsi que des enquêtes où la défense et l'accusation rivalisent d'éloquence pour convaincre le public, Pompignac semble avoir gagné. Cependant lorsque Jean commet une erreur en disant qu'une moitié des habitants de la ville sont en réalité des Savoisiens, il est avéré que la chèvre est innocente car maître Pompignac a démontré comment le vieux maréchal s'est tué seul par accident en raison de son âge avancé. Plus tard, il est également confirmé que la frontière délimitant le royaume de France avec le duché de Savoie s'avère être la rivière qui coule bien en dehors de la ville comme l'explique Mazarin à la fin du procès en rappelant l'importance de l'arrêt du parlement de Paris du 23 février 1515 qui instaure le droit du sol en France.
On revient ensuite en 1691 où l'on apprend que le vieil homme, neveu de Pompignac, est devenu un grand écrivain sous le nom de Jean de La Fontaine et que sa carrière littéraire a démarré grâce aux nombreux procès que son oncle remporta en défendant systématiquement des animaux.

## Fiche technique
Sauf indication contraire, les informations mentionnées dans cette section peuvent être confirmées par les bases de données cinématographiques IMDb et Allociné,  présentes dans la section « Liens externes ».
- Titre original : Les Chèvres !
- Réalisation : Fred Cavayé
- Scénario : Fred Cavayé, Sarah Kaminsky, Nicolas Slomka et Matthieu Rumani
- Musique : Christophe Julien
- Musique additionnelle : le premier vers du Dies iræ (instrumental).
- Décors :
- Costumes : Marie-Laure Lasson
- Photographie : Denis Rouden
- Son : Nicolas Bouvet-Levrard
- Montage : Mikael Dumontier
- Production : Éric Jehelmann et Philippe Rousselet
  - Production exécutive : Patrice Arrat
- Sociétés de production : Jérico
- Société de distribution : Pathé
- Budget : 19 millions d'euros
- Pays de production :  France
- Langue originale : français
- Format : Couleur - 2,35:1
- Genre : Comédie
- Durée : 100 minutes
- Dates de sortie :
  - France : 21 février 2024

## Distribution
- Dany Boon : Maître Pompignac
- Jérôme Commandeur : Maître Valvert
- Claire Chust : Camille
- Alexandre Desrousseaux : Jean
- Jean-Marc Noirot-Cosson : Maréchal Grégoire Hubert de Colombe
- Vincent Grass : Jean âgé (Jean de la Fontaine)
- Grégory Gadebois : Jules Mazarin (Cardinal Mazarin)
- Marie-Anne Chazel : La veuve Piquet
- Sophie-Marie Larrouy : Anne d'Autriche
- Fatsah Bouyahmed : Le Baron
- Bun Hay Mean : L'huissier
- André Penvern : Le juge
- Corentin Masson : Assistant Valvert
- Florian Bel : Assistant Valvert
- Alexandre Mousli : Louis XIV

## Box office
Le film a généré 182 438 entrées,,.

## Production
Les scènes en extérieur se déroulant dans des décors naturels ont été tournées en Dordogne et dans le Périgord, notamment à Monpazier, en mars 2023 et à Jumilhac-le-Grand.